# Power Net Consulting

###### Power Net Consulting - Lider in proiectarea, externalizarea si integrarea de solutii IT convergente si un agregator de idei. Serviciile POWERNET garanteaza un mediu IT sigur și o structura de functionare la cele mai exigente standarde.
Power Net Consulting este o companie de IT din România.
A fost înființată în 1999 de trei persoane fizice (Emil Munteanu, Ștefan Mustață și Eduard Dimitriev - director general).
Compania s-a axat inițial pe servicii de outsourcing iar în prezent furnizează soluții complete hardware / software,
cum ar fi: servere, stații de lucru, rețele, servicii și soluții de stocare date, soluții de management și securitate a infrastructurii.
Sectorul public generează aproximativ trei sferturi din cifra de afaceri a companiei.
Cei mai importanți furnizori de software sunt CA (pentru care este Enterprise Partner), Microsoft (OEM System Builder), Oracle, VMware.
În zona produse de hardware compania are parteneriate active cu Dell, CISCO, Fujitsu-Siemens, HP, IBM, Xerox.
Printre cei mai importanți clienți ai Power Net Consulting se numără: Autoritatea Națională a Vămilor, Camera Deputaților, ELMEC România, Humanitas, Inspectoratul General al Poliției Române, Societatea Națională Nuclearelectrica.
Număr de angajați în 2016 : 33